# Комплексний науково-дослідний та проектно-конструкторський інститут з проблем центрального району Донбасу
Комплексний науково-дослідний та проектно-конструкторський інститут з проблем центрального району Донбасу — заснований у 1970 році. Державне підприємство. Відомий як Донецький науково-дослідний інститут.

## Напрямки діяльності
Основні наукові напрямки:
- розробка та освоєння високоефективних ресурсозберігаючих технологій відробки тонких крутих пластів, у тому числі на великих глибинах;
- створення та впровадження гірничошахтного обладнання нового технічного рівня, що включає механізовані комплекси;
- розробка комплексних рішень з оптимізації всіх ланок технологічного ланцюга вугільного виробництва на шахтах, які відпрацьовують тонкі круті, круто-похилі і похилі пласти;
- удосконалення і розробка нових раціональних схем провітрювання та технічних рішень, які забезпечують покращання умов праці у підземних виробках глибоких шахт;
- створення і впровадження принципово нових методів та технічних засобів управління технологічними процесами в очисних вибоях на викидонебезпечних пластах з метою запобігання негативному впливу газодинамічних явищ.